# Daniel Johannes Theron
Pour les articles homonymes, voir Daniel et Theron.
Daniel Johannes Stephanus Theron, dit Danie Theron, (9 mai 1872 - 5 septembre 1900) était un avocat et un chef militaire boer durant la seconde guerre des Boers.

## Biographie
Daniel Johannes Theron est issu d'une famille huguenote. Son ancêtre Jacques Therond est né à Nîmes le 15 mai 1668. Ayant quitté la France lors de la révocation de l'édit de Nantes, il est allé aux Pays-Bas puis jusque dans la colonie du Cap où il a épousé en 1697 une femme d'origine française comme lui, Marie-Jeanne des Prés et où il s'est établi comme fermier et viticulteur.
Daniel Johannes Theron est un élève brillant. Il devient professeur puis il abandonne l'enseignement pour devenir fermier et volontaire civil. Il participe à la capture du docteur Jameson puis, en 1897, il devient avocat. 
Partisan de Piet Joubert contre Paul Kruger, il reprochait à ce dernier son intransigeance dans la question des droits politiques des Uitlanders. Selon Theron, la position de Joubert plus modérée, était la seule logique ; cependant, dans les derniers mois précédant la guerre, il comprend que la Grande-Bretagne épouse la cause des Uitlanders afin de réaliser ses visées impérialistes en Afrique australe.
En 1899, Daniel Theron fonde un corps d'éclaireurs dont il est capitaine, les Wielrijders Rapportgangers Corps der Zuid-Afrikaansche Republiek ou Rapportgangers Corps. Quand la guerre éclate, ils sont dispersés dans diverses unités ou opèrent en zone anglaise où ils recueillent des renseignements. Les hommes de Theron font la preuve de leur efficacité lors des batailles de Colenso et de Spionkop et ils sont affectés aux unités de De Wet le 24 février 1900. 
En mars 1900, Theron est chargé de constituer un corps spécial d'éclaireurs ou vedettes. Il sélectionne les 100 meilleurs de ses hommes qui deviennent les Theron's Verkenningskorps ou Theron's Scouts, connus sous le nom de TVK. Cette unité devient non seulement le corps d'élite de l'armée boer mais également une sorte d'école d'officiers.
Après la chute de Pretoria et la fin de la phase de la guerre classique, les effectifs du TVK sont portés à 200 hommes et sa mission n'est plus le renseignement mais le combat comme les autres kommandos boers. En juillet 1900, le TVK fait partie de l'armée du général De Wet.
Theron, adoré par ses hommes qui le désignent par le nom de « Kappie Theron », est tué au combat le 5 septembre 1900.

## Famille
Danie Theron est l'arrière-grand-oncle de l'actrice Charlize Theron.